# 三碘化铀
三碘化铀是一种无机化合物，化学式 UI3。 它是一种黑色固体，可溶于水。

## 制备
三碘化铀可以由碘和铀直接化合而成:
2 U + 3 I2 → 2 UI3
如果在反应时接触到四氢呋喃 (thf)，产物会是蓝色的加合物 UI3(thf)4。

## 性质
它的空间群是 Ccmm ，晶格参数为 a = 432.8 pm, b = 1401.1 pm, 和 c = 1000.5 pm 。
三碘化铀是路易斯酸。